# Veitsiluoto
Veitsiluoto är en ö i Finland.   Den ligger i utkanten av Kemi i kommunen Kemi i landskapet Lappland, i den norra delen av landet, 600 km norr om huvudstaden Helsingfors. På ön har Stora Enso en anläggning.